# Grabrk
Grabrk is een plaats in de gemeente Bosiljevo in de Kroatische provincie Karlovac. De plaats telt 126 inwoners (2001).